# Meriones dahli
Meriones dahli es una especie de roedor de la familia Muridae.

## Distribución geográfica
Se encuentra solamente en Armenia y la vecina provincia de Agri de Turquía.